# Golema Rakovitsa
Golema Rakovitsa (bulgariska: Голема Раковица) är ett distrikt i Bulgarien. Det är belägen i kommunen Obsjtina Elin Pelin och regionen Sofijska oblast, i den västra delen av landet, 40 km öster om huvudstaden Sofia.
I omgivningarna runt Golema Rakovitsa växer i huvudsak lövfällande lövskog. Runt Golema Rakovitsa är det ganska glesbefolkat, med 43 invånare per kvadratkilometer.